# Моцартеум (оркестр)
Оркестр Моцартеум (нем. Mozarteumorchester Salzburg) — главный симфонический оркестр Зальцбурга, ассоциированный с зальцбургским музыкальным университетом Моцартеум.

## История
Оркестр сформировался с основанием в 1841 году «Соборного музыкального общества» (нем. Dommusikverein) при Зальцбургском кафедральном соборе, созданного при активном участии вдовы Вольфганга Амадея Моцарта Констанции и его сыновей Франца Ксавера и Карла Томаса; основным организатором общества и его секретарём на протяжении первых 30 лет выступил адвокат Франц фон Хиллепрандт. Одним из первых выступлений нового коллектива стало исполнение «Реквиема» Моцарта на похоронах Констанции Моцарт в 1842 году.
Оркестр общества (постепенно преобразованного в консерваторию) постоянно концертировал в Зальцбурге и за его пределами, в нём играли преподаватели и лучшие студенты. Первоначально оркестр возглавляли руководители консерватории, начиная с Алоиза Таукса. Только в 1908 году, в связи с прекращением организационной связи с кафедральным собором, оркестр получил собственное наименование, хотя и совпадающее с названием консерватории. Новую страницу в истории оркестра открыло двадцатилетнее руководство известного дирижёра Бернхарда Паумгартнера (1917—1938), выведшего оркестр Моцартеум на уровень мировых стандартов. 22 января 1929 года с оркестром Моцартеум дебютировал за дирижёрским пультом Герберт Караян, вызвав восторженные отзывы критики. После присоединения Австрии к нацистской Германии новое руководство страны инициировало переименование оркестра в Симфонический оркестр гау Зальцбург (нем. Gau-Sinfonie-Orchester), в то же время ставленник нацистов Виллем ван Хоогстратен пригласил в оркестр в качестве постоянного участника первую женщину — Кристу Рихтер-Штайнер, занявшую затем пульт концертмейстера.
Послевоенная история оркестра включает в себя тесное сотрудничество с Зальцбургским фестивалем (с 1949 года, с перерывами, в рамках фестиваля проводятся Моцартовские утренники, нем. Mozart-Matineen), многочисленные зарубежные гастроли. Только в 1953 году оркестр совершил поездки в Бельгию, Францию, Швейцарию и Великобританию (с дирижёрами Эдуаром ван Ремортелем и Артуром Гольдшмидтом), в 1956 году в связи со столетием Моцарта оркестр гастролировал в США, дав 42 концерта, в 1960 году удачное гастрольное турне по ФРГ прошло под руководством Георга Людвига Йохума, в 1961 году камерный состав оркестра дал 13 концертов в Марокко. С 1958 года оркестр управляется администрацией федеральной земли Зальцбург. В 1969 году оркестр впервые возглавил уроженец Зальцбурга — Леопольд Хагер; под его руководством оркестр стал активно записывающимся коллективом. В 1991 году для оркестра был построен новый концертный зал — Дом оркестра (нем. Orchesterhaus, архитектор Франц Фонач).

## Руководители оркестра
- Алоиз Таукс (1841—1861)
- Ганс Шлегер (1861—1868)
- Отто Бах (1868—1879)
- Йозеф Фридрих Гуммель (1880—1908)
- Йозеф Райтер (1908—1911)
- Пауль Гренер (1911—1913)
- Франц Ледвинка (1913—1917)
- Бернхард Паумгартнер (1917—1938)
- Виллем ван Хоогстратен (1939—1944)
- Роберт Вагнер (1945—1951)
- Эрнст Мерцендорфер (1953—1958)
- Майнхард фон Цаллингер (1959)
- Младен Башич (1960—1969)
- Леопольд Хагер (1969—1981)
- Ральф Вайкерт (1981—1984)
- Ганс Граф (1984—1994)
- Юбер Судан (1995—2004)
- Айвор Болтон (2004—2016)
- Риккардо Минази (с 2017)